# Цукровий Завод (зупинний пункт, Білоруська залізниця)
Цукровий Завод (біл. Цукровы Завод) — зупинний пункт Берестейського відділення Білоруської залізниці в Жабинківському районі Берестейської області. Розташований на південно-західній околиці міста Жабинки; на лінії Барановичі-Центральні — Берестя-Центральний, поміж станцією Жабинка і зупинним пунктом Нагорани.